# 파사칼리아 (베베른)
《파사칼리아 라단조 작품번호 1》(Passacaglia in D minor)는 오스트리아의 작곡가 안톤 베베른이 1908년 또는 그 이전에 작곡한 관현악곡이다.

## 개요
작곡 시기가 약간 불분명한데, 대체로 1908년이거나 그 이전에 작곡되었을 것으로 추정하고 있다. 이 작품은 쇤베르크 아래에서 4년간 배운 것을 마무리하는 공식적인 첫 작품으로, 베베른의 후기 작품들에 비해 조성적인 색채가 강한 것이 특징이다.

## 구성 및 특징
파사칼리아는 17세기 초에 에스파냐에서 발생한 춤곡으로, 곡 전반을 통해 짧은 주제를 고집저음으로 반복하는 변주곡의 형식이다. 이 작품 역시 그러한 형식으로 되어있으며, 20개의 변주곡으로 되어있다. 베베른의 다른 작품들이 연주 시간이 짧은 것에 비해, 이 작품은 약 10분으로, 그의 작품들 중에서 연주 시간이 두 번째로 길다.(가장 긴 작품은 1904년에 작곡한 교향시 《여름바람 속에서》로 연주 시간은 약 16분이다.)

## 악기 편성
- 목관악기: 피콜로, 플루트2, 오보에2, 잉글리시 호른, 클라리넷2, 베이스 클라리넷, 바순2, 콘트라바순
- 금관악기: 호른4, 트럼펫3, 트롬본3, 튜바
- 타악기: 팀파니, 큰북, 심벌즈, 트라이앵글, 탐탐
- 현악기: 하프, 현악 5부